# Martina Terré Martí
Martina Terré Martí (Barcelona, 28 d'agost de 2002) és una portera de waterpolo catalana.
Es formà al Club Natació Catalunya i la temporada 2019-20 fitxà pel Club Natació Sant Andreu amb el qual ha jugat a la competició estatal i europea. Internacional amb la selecció espanyola en categories inferiors, es proclamà campiona del Món júnior (2021). Amb l'absoluta debutà als vint anys al Campionat d'Europa de Split 2022, on guanyà la medalla d'or i fou escollida millor portera de la competició. També s'ha proclamat campiona de la Lliga Mundial (2022), essent escollida de nou millor portera del torneig, i subcampiona del Món (2023). Es proclamà campiona de la Copa de la Reina el 2024, primer títol oficial del club andreuenc. Va formar part de l'equip espanyol de waterpolo a Paris 2024 que va guanyar la medalla d'or.

## Palmarès
Clubs
- 1 Copa espanyola de waterpolo (2024)

Selecció espanyola
- 1 medalla d'or als Jocs Olímpics de Paris 2024
- 1 medalles d'argent al Campionat del Món de waterpolo (2023)
- 1 medalla de bronze al Campionat del Món de waterpolo (2024)